# Oath-Bound
Oath-Bound (o Oathbound) è un film muto del 1922 diretto da Bernard J. Durning. La sceneggiatura di Jack Sturmwasser e di Edward J. Le Saint si basava su un soggetto di Edward J. Le Saint.
Prodotto e distribuito dalla Fox Film Corporation, il film aveva come interpreti Dustin Farnum, Ethel Grey Terry, Fred Thomson, Maurice B. Flynn, Aileen Pringle, Herschel Mayall.

## Trama
Il ricco armatore Lawrence Bradbury è determinato a catturare i ladri di seta che operano per mezzo delle sue navi. Il capobanda, in realtà, è suo fratello Jim che gli fa credere di essere un ufficiale della dogana. A essere sospettati, sono invece lo skipper e un suo amico. Quest'ultimo si rivelerà essere il vero funzionario e Jim finirà per essere smascherato e arrestato.

## Produzione
Il film fu prodotto dalla Fox Film Corporation.

## Distribuzione
Il copyright del film, richiesto dalla Fox Film Corp., fu registrato il 13 agosto 1922 con il numero LP19032.

Distribuito dalla Fox Film Corporation e presentato da William Fox, il film uscì nelle sale cinematografiche degli Stati Uniti il 13 agosto 1922.
Non si conoscono copie ancora esistenti della pellicola che viene considerata presumibilmente perduta.